# Westerlund 1
Зоряне скупчення Westerlund 1 (інша назва — скупчення Жертовника, скорочення Wd1) — це компактне молоде масивне зоряне скупчення у галактиці Чумацький Шлях, бл. 3,5–5 кілопарсек від Землі. Це одне з найбільш масивних молодих розсіяних зоряних скупчень у нашій Галактиці. Воно було відкрито Бенгтом Вестерлундом 1961 року, але багато років залишалось практично недослідженим через високе міжзоряне поглинання у видимому світлі в його напрямку. У майбутньому воно ймовірно еволюціонує у кулясте скупчення.
Скупчення складається з великої кількості досить рідкісних розвинених масивних зір, у тому числі: 6 жовтих гіпергігантів, 4 червоних надгігантів включно з Westerlund 1-26, однією з найбільших відомих зір, 24 зір Вольфа — Рає, яскравої блакитної змінної, багатьох надгігантів класу OB, та незвичайного надгіганта класу sgB[e], яку за однією з теорій вважають залишком недавнього зіткнення зір. Крім того, спостереження на рентгенівських хвилях виявили у скупченні аномальний рентгенівський пульсар CXO J164710.2-455216, нейтронну зорю, яка повільно обертається та ймовірно сформувалась з зорі-попередника великої маси. Вважається, що скупчення Westerlund 1 утворилось з єдиного спалаху зореутворення, тобто його зорі мають схожий вік та склад.
Скупчення Westerlund 1 цікаве астрономам не лише наявністю в ньому дуже масивних та маловивчених типів зір у нашій Галактиці, а й його досить близьким розташуванням, що дозволяє спостерігати масивне зоряне скупчення для кращого розуміння процесів, які відбуваються у масивних зоряних скупченнях за межами нашої Галактики.

## Спостереження
Найяскравіші зорі головної послідовності спектральних класів O7-8V у скупченні Wd1 фотометричну видиму зоряну величину лише бл. 20,5, а тому у видимому світлі скупчення Wd1 складається переважно з дуже яскравих зір після головної послідовності (видимі зоряні величини 14,5–18, абсолютні зоряні величини від −7 до −10) та менш яскравих зі після головної послідовності класів яскравості Ib та II (видимі зоряні величини 18–20). Через надзвичайно високу почервоніння завдяки міжзоряному поглинанню у напрямку Wd1, його дуже важко спостерігати на хвилях довжиною від 01, до 1,2 м, а більшість спостережень ведеться на коротких хвилях червоного кінця спектру (довжина хвилі 3,75 см і менше) або на інфрачервоних хвилях. Зорі у скупчення переважно іменують за класифікацією, запровадженою Вестерлундом, хоча для зір Вольфа — Рає часто використовують окремі найменування.
На рентгенівських хвилях, скупчення Wd1 показує дифузійне випромінювання міжзоряного газу та направлене випромінювання і від зір після головної послідовності великої маси і від зір до головної послідовності малої маси. Магнітар скупчення Westerlund 1 є найбільш яскравим джерелом рентгенівського випромінення у скупченні; інші сильні джерела такого випромінення — зоря W9 класу sgB[e], (ймовірно) подвійна зоря W30a та зорі Вольфа — Рає WR A та WR B. Приблизно 50 решти джерел рентгенівського випромінення асоціюються з яскравими видимими зорями. На радіо-хвилях сильними джерелами випромінення є зоря W9 класу sgB[e] та червоні надгіганти W20 та W26; також фіксуються більшість холодних надгігантів та декілька надгігантів класу OB та зір Вольфа — Рає.

## Вік та еволюційний стан

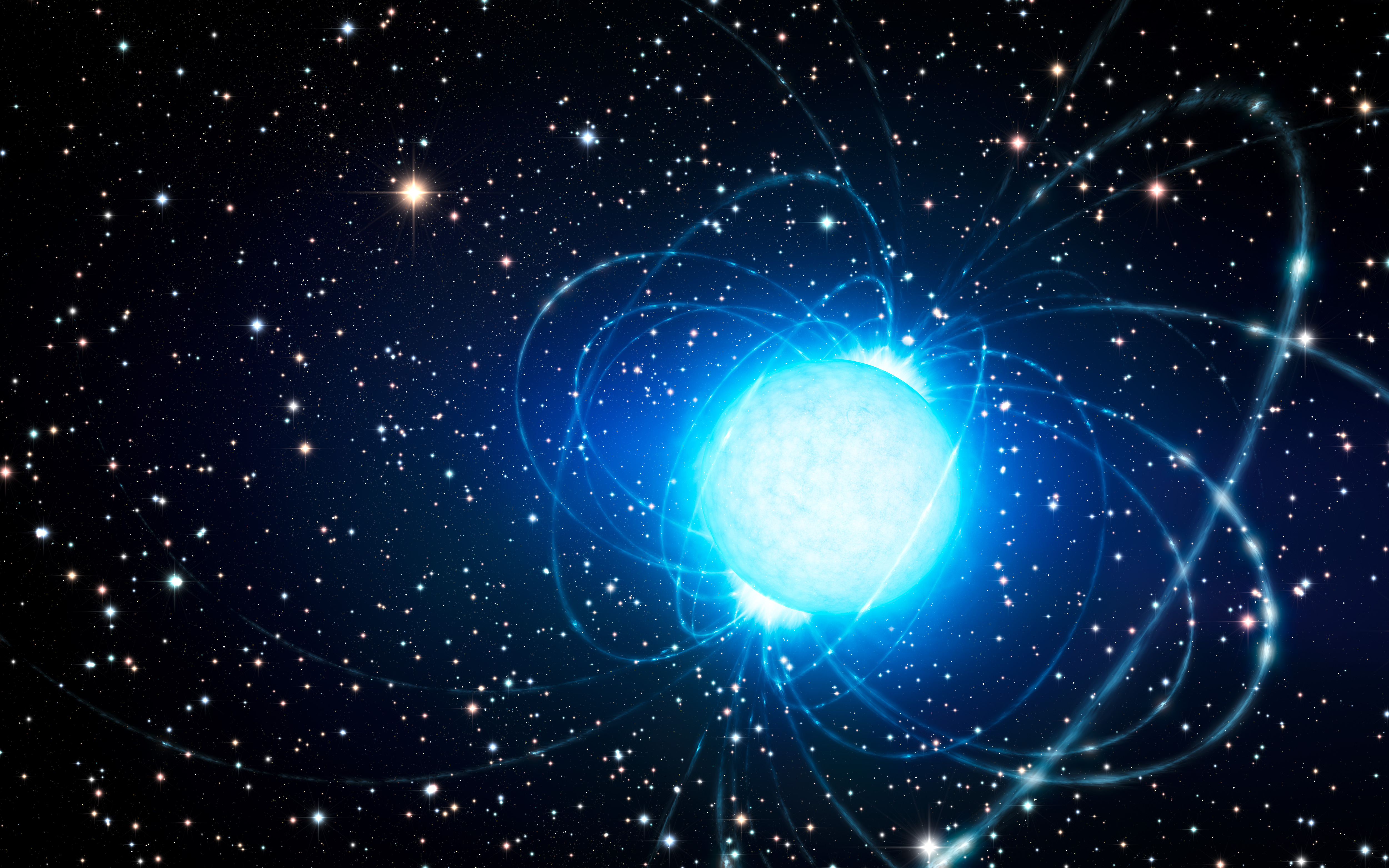
Художнє уявлення магнітара CXOU J164710.2-455216 у скупченні Westerlund 1 (ESO/L. Calçada)

Вік Wd1 оцінюється у 4–5 мільйонів років завдяки порівнянню популяції розвинених зір з моделями зоряної еволюції. Наявність значної кількості і зір Вольфа — Рає, і червоних та жовтих надгігантів у скупченні Wd1 встановлює сильні обмеження по віку: за теорією червоні надгіганти не утворюються до віку бл. 4 млн років, оскільки надмасивні зорі через стадію червоного надгіганта не проходять, а кількість зір Вольфа — Рає різко падає після 5 мільйонів років. Цей віковий діапазон в цілому збігається з інфрачервоними спостереженнями за Wd1, які виявили наявність у скупченні і зір головної послідовності пізнього класу O, хоча за результатами спостережень за зорями скупчення менших мас було висунуто припущення про вік у 3,5 млн років.
Якби у скупченні Wd1 сформувались зорі з типовою функцією початкової маси, то воно спочатку б містило велику кількість дуже масивних зір, як, наприклад, зараз спостерігається у молодшому скупченні Арки. Поточні оцінки віку Wd1 вищі, ніж тривалість життя таких зір, і з моделей зоряної еволюції випливає, що у скупченні мало б вже відбутися 50–150 вибухів наднових (один вибух приблизно на 10 000 років протягом останнього мільйона років). Однак, на сьогодні визначено лише один точний залишок наднової — магнетар Westerlund 1; відсутність інших компактних об'єктів та мікроквазарів є дивною. З цього приводу був висловлений ряд припущень, серед яких високі ударні швидкості наднових, які розривають подвійні системи, формування чорної діри зоряних мас за рахунок повільної акреції чи подвійні системи, які тепер складаються з двох компактних зір, а тому малопомітні; у будь-якому випадку ця загадка ще не вирішена.
Оскільки зорі скупчення Westerlund 1 мають схожий вік, склад та відстань, скупчення є ідеальним для розуміння еволюції масивних зір. Одночасна наявність зір, які еволюціонують з та на головну послідовність є широким випробуванням для теорій зоряної еволюції, які на цей момент також не можуть спрогнозувати розподіл підкласів зір Вольфа — Рає, який фактично спостерігається у скупченні.

## Частка подвійних зір
Ряд свідчень вказують на велику частку подвійних зір серед масивних зір скупчення Wd1. Деякі такі масивні подвійні зорі були прямо зафіксовані фотометрією та вимірами променевої швидкості, а щодо багатьох інших такі висновки були зроблені на підставі другорядних характеристик (наприклад, велика світність у рентгенівських хвилях, нетермальний радіоспектр та надлишок інфрачервоного випромінення), типових для подвійних зоряних систем з зіткненням зоряних вітрів або для зір Вольфа — Рає, які утворюють космічний пил. На сьогодні кількість подвійних систем оцінюється у бл. 70 % для зір Вольфа — Рає та понад 40 % для надгігантів класу OB, хоча обидві оцінки можуть бути неповними.

## Відстань та розташування
Скупчення Wd1 розташовано надто далеко для прямих вимірів відстані за допомогою паралаксу, тому оцінки відстані здійснюються на підставі очікуваних абсолютних зоряних величин зір та оцінки поглинання у напрямку скупчення. Такі розрахунки були зроблені для популяції жовтих гіпергігантів та популяції зір Вольфа — Рає, що дало відстань у 5 кілопарсек в обох випадках, а детермінація для зір головної послідовності дала 3,6 кілопарсека. Обидві ці оцінки поміщають скупчення Wd1 на околиці перемички Чумацького Шляху, що може бути важливим для визначення як сформувалось таке масивне скупчення.
Те, що на радіохвилях фіксується невелика кількість зір Вольфа — Рає, дає нижній ліміт відстані до скупчення на рівні 2 кілопарсеки; але хоча декілька зір Вольфа — Рає на цих хвилях і видимі, вони вважаються подвійними зорями з зіткненням зоряних вітрів, що відповідно збільшує випромінення на радіохвилях.